# Young Harris
Young Harris é uma cidade localizada no estado americano de Geórgia, no Condado de Towns.

## Demografia
Segundo o censo americano de 2000, a sua população era de 604 habitantes.
Em 2006, foi estimada uma população de 508, um decréscimo de 96 (-15.9%).

## Geografia
De acordo com o United States Census Bureau tem uma área de
2,6 km², dos quais 2,6 km² cobertos por terra e 0,0 km² cobertos por água.

## Localidades na vizinhança
O diagrama seguinte representa as localidades num raio de 32 km ao redor de Young Harris.